# Сошник (сівальний пристрій)

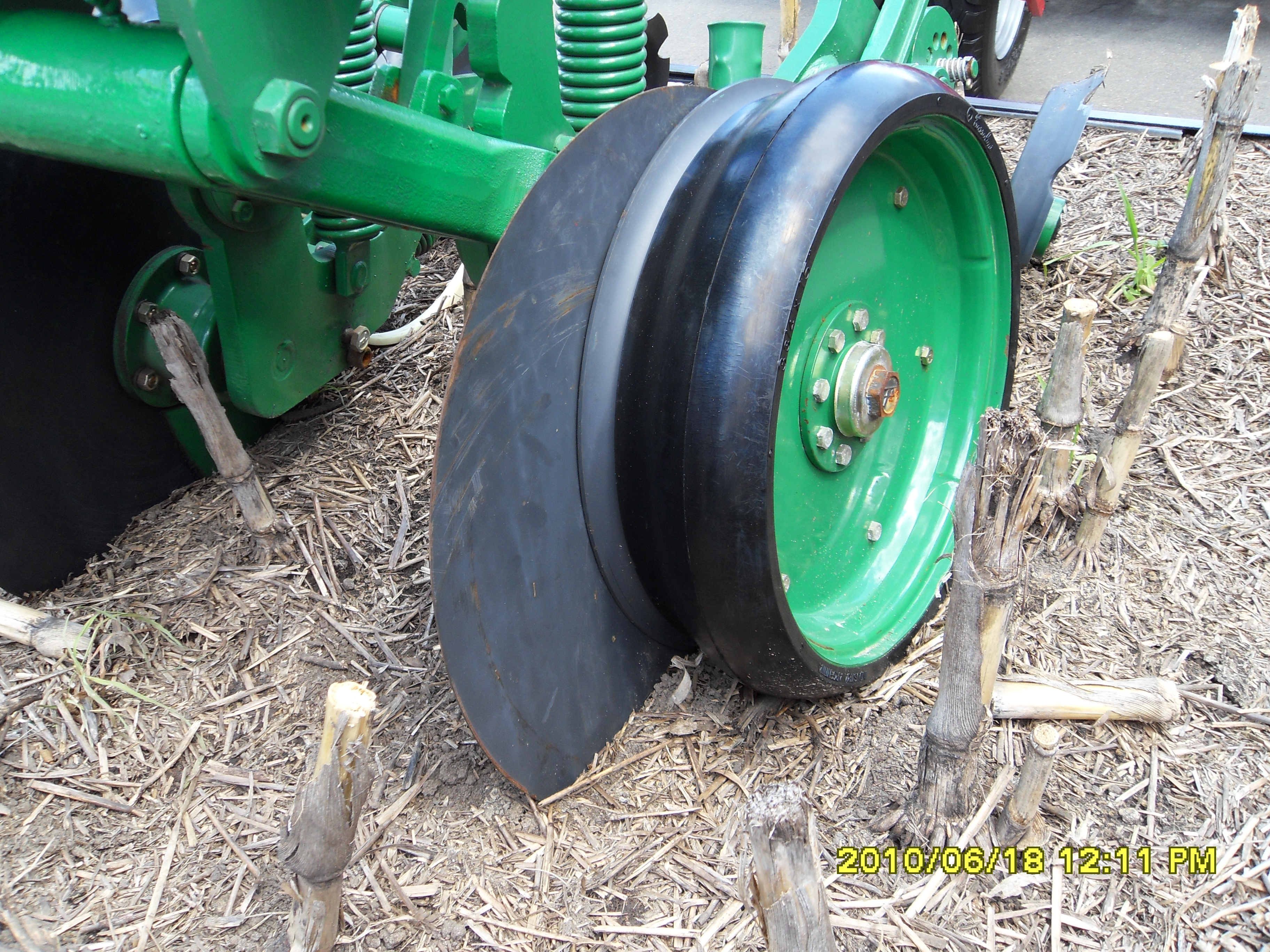
Однодисковий сошник з обмеженням глибини висіву

Сівник, сошни́к (від «соха») — складова частина посівної (сівалки) чи посадочної машини, яка утворює в ґрунті канавку для розміщення насіння, забезпечує укладання насіння (бульб, розсади) та загортання. Сошники можуть мати різну будову, розміщуються або відособлено або жорстко прикріпляються до висіваючої секції.
Види
Виробники сільськогосподарських
машин пропонують сьогодні цілий ряд сошників різних типів:
- Однодисковий сошник;
- Дводисковий сошник;
- Долотоподібний сошник;
- Анкерний сошник;
- Сошник сівалки точного висіву.

Вимоги
Будь-який хороший сошник повинен:
- Мати хороше самоочищення;
- Дотримуватися постійної глибини посіву;
- Прикривати насіння достатньою кількістю землі та вдавлювати його в посівний горизонт;
- Швидко пристосовувати тиск під змінювані умови;
- Оснащуватися захистом від каміння для безперебійної роботи;
- Забезпечувати оптимальну якість висіву навіть при швидкості до 20 км/год;
- Мати довгий термін служби і низькі витрати на обслуговування.

Примітки
1. ↑  Садовський Т.; Шелудько Іван Михайлович (1928). Словник технічної термінології (загальний): проект.